# Cantó d'Albi-Nord-Oest
El cantó d'Albi-Nord-Oest és un cantó francès del departament del Tarn, a la regió d'Occitània. Està situat al districte d'Albi i té 7 municipis. El cap cantonal és Albi.

## Municipis
- Albi
- Canhac de las Minas
- Castèlnòu de Lèvis
- Mailuòc
- Milhavet
- Vilanòva de Vera
- Senta Crotz

## Història
| Data d'elecció                           | Identitat      | Partit | Qualitat |
| ---------------------------------------- | -------------- | ------ | -------- |
| 1985-1992                                | Pierre Valax   | PS     |          |
| 1992-1998                                | Jean Cayre     | RPR    |          |
| 1998-                                    | Roland Foissac | PCF    |          |
| les dades anteriors no són pas conegudes |                |        |          |
|                                          |                |        |          |

## Demografia
| 1962 | 1968 | 1975 | 1982 | 1990 | 1999   | 2006   |
| ---- | ---- | ---- | ---- | ---- | ------ | ------ |
|      |      |      |      |      | 11.570 | 12.494 |